# Conférence impériale (Empire britannique)
Pour les articles homonymes, voir Conférence impériale.

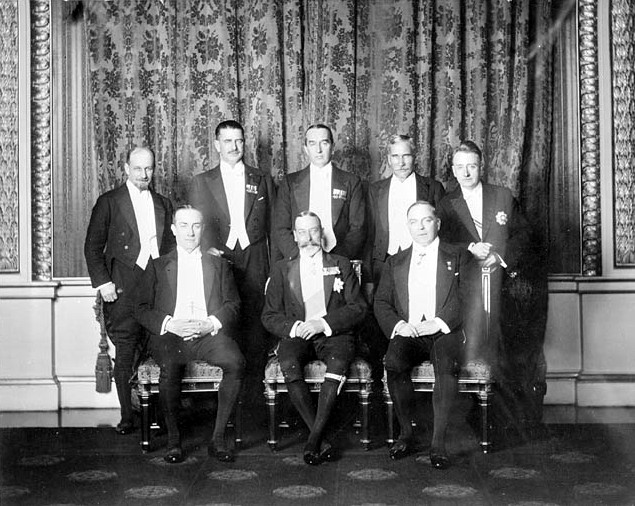
Le roi George V et ses Premiers ministres lors de la conférence impériale de 1926. Assis de gauche à droite : Stanley Baldwin (Royaume-Uni), George V, William Lyon Mackenzie King (Canada) ; debout de gauche à droite : (Terre-Neuve), Gordon Coates (Nouvelle-Zélande), Stanley Bruce (Australie), James B. Hertzog (Afrique du Sud), William T. Cosgrave (État libre d'Irlande).

La conférence impériale (en anglais : Imperial Conference), dénommée conférence coloniale jusqu'en 1907, désigne la réunion des chefs de gouvernement des colonies et dominions de l'Empire britannique entre 1887 et 1937, avant l'instauration des conférences des Premiers ministres du Commonwealth en 1944. Ces réunions ont eu lieu en 1887, 1894, 1897, 1902, 1907, 1911, 1921, 1923, 1926, 1930, 1932 et 1937.
Toutes les conférences ont eu lieu à Londres, le siège de l'Empire, à l'exception de celles de 1894 et de 1932 qui ont eu lieu à Ottawa, la capitale du dominion du Canada. À l'origine, les conférences impériales devaient être le signe de l'unité de l'Empire. Elles se sont transformées en réunions de négociations sur les questions de coopération économique et militaire.
Deux conférences apportent de profonds changements : lors de la conférence impériale de 1926, les chefs de gouvernement adoptent la déclaration Balfour, qui établit l'égalité de statut entre les dominions et le Royaume-Uni. Le Statut de Westminster, négocié lors de la conférence impériale de 1930 et promulgué un an plus tard, supprime la souveraineté législative du Parlement britannique sur les dominions.
Les conférences impériales sont remplacées à partir de 1944 par des réunions moins formelles des Premiers ministres dans le cadre du Commonwealth des Nations. Ces réunions sont rebaptisées réunions des chefs de gouvernement du Commonwealth en 1971 et se tiennent depuis lors tous les deux ans.